# 位禄
位禄（いろく）とは、日本の律令制において官人に支給した禄の1つ。
大宝令において、それまでの食封（位封）の支給が、四位以下の官人に対しては、位禄へ切り替えられることとなった。養老令でもほぼ同一の規定が設けられていた。
支給品目は絁・綿・糸・布などで、諸国の庸・調を財源として毎年1回10月（後に11月）に大蔵省から支給された。
ただし実際の位禄への切り替えは大幅に遅れ、それまでは位封の支給が続けられた。五位は慶雲2年11月4日（705年11月24日）の翌年に切り替えられた。四位は大同3年10月19日（808年11月10日）の翌年だった。
なお、大宝律令が施行された大宝元年（701年）の格によって五位の支給額が増額されたが、大同3年11月10日（808年11月30日）に元に戻された。
女性の場合には妃・夫人・嬪を除いては既定の半分が支給され、外位（実際には五位以下しかないため、外五位のみが対象となる）も神亀5年3月28日（728年5月11日）の格によって同様の措置が採られるようになった。なお、支給対象者が死亡した場合にはその年の分は全額支給された。位階に基づく支給であり、散位であっても支給の対象とされるが、正当な理由も無く2年以上散位にも出席が求められる公的行事に参加をしないと支給が停止された。
なお、季禄も、同様に位階に応じて支給に差を設けたが、職事官のみを支給対象とした点が、位禄とは異なっている（ただし広い意味では位禄に含まれるとも考えられる）。
後に位禄は庸・調の未進によって現地の年料別納租穀（租として納められた穀米）を現地で支給する方針に変更されたが、10世紀に入るとその支給も困難となり、やがて位禄を支給する人員とその支給元の国を定める位禄定（いろくさだめ）と呼ばれる政務が行われ、一部の官職にのみ支給される禄となった。
|            | 正四位 | 従四位 | 正五位     | 従五位     |
| ---------- | ------ | ------ | ---------- | ---------- |
| 絁（疋）   | 10     | 8      | 6（8）     | 4（6）     |
| 綿（屯）   | 10     | 8      | 6（8）     | 4（6）     |
| 糸（絇）   | －     | －     | （26）     | （20）     |
| 調布（端） | 50     | 43     | 36（48）   | 29（36）   |
| 庸布（常） | 360    | 300    | 240（216） | 180（160） |